# Portugal nos Jogos Olímpicos de Verão de 1984
Portugal competiu nos Jogos Olímpicos de Verão de 1984, em Los Angeles, nos Estados Unidos da América.
Uma delegação de 38 competidores participaram em 11 esportes, e conquistaram um total de três medalhas. Em atletismo, Carlos Lopes obteve uma medalha de ouro na maratona. António Leitão (nos 5000 metros) e Rosa Mota (na primeira maratona olímpica feminina) obtiveram medalhas de bronze.

## Medalhistas

### Ouro
- Carlos Lopes — atletismo, maratona masculina

### Bronze
- António Leitão — atletismo, 5000 m masculino
- Rosa Mota — atletismo, maratona feminina

## Atletismo
Eventos masculinos
100 m:
- Luís Barroso
  - Rodada 1 (eliminatória 8) — 10.76 (→ 4º, não avançou)

200 m:
- Luís Barroso
  - Rodada 1 (eliminatória 7) — 22.03 (→ 6º, não avançou)

5 000 m:
- Ezequiel Canário
  - Rodada 1 (eliminatória 1) — 13:43.28 (→ 1º)
  - Semi-final (eliminatória 2) — 13:32.64 (→ 9º)
  - Final — 13:26.50 (→ 9º)

- João Campos
  - Rodada 1 (eliminatória 3) — 13:46.27 (→ 5º)
  - Semi-final (eliminatória 2) — 13:34.46 (→ 10º, não avançou)

- António Leitão
  - Rodada 1 (eliminatória 4) — 13:51.33 (→ 1º)
  - Semi-final (eliminatória 1) — 13:39.76 (→ 2º)
  - Final — 13:09.20 (→  medalha de bronze)

10 000 m:
- Fernando Mamede
  - Rodada 1 (eliminatória 1) — 28:21.87 (→ 1º)
  - Final — não terminou

Maratona:
- Carlos Lopes — 2:09:21 OR (→  medalha de ouro)
- Cidálio Caetano — não avançou
- Delfim Moreira — não avançou

Marcha atlética 20 km:
- José Pinto — 1:30:57 (→ 25º)

Marcha atlética 50 km:
- José Pinto — 4:04:42 (→ 8º)

Eventos femininos
800 m:
- Maria Machado
  - Rodada 1 (eliminatória 4) — 2:05.74 (→ 5ª, não avançou)

3000 m:
- Aurora Cunha
  - Rodada 1 (eliminatória 1) — 8:46.38 (→ 4ª)
  - Final — 8:46.37 (→ 6ª)

- Maria Machado
  - Rodada 1 (eliminatória 2) — 9:01.77 (→ 4ª, não avançou)

- Rosa Mota
  - Rodada 1 (eliminatória 3) — não terminou

Maratona:
- Conceição Ferreira — 2:50:58 (→ 39ª)
- Rita Borralho — 2:50:58 (→ 38ª)
- Rosa Mota — 2:26:57 (→  medalha de bronze)

## Halterofilismo
Peso mosca (-52 kg):
- Raul Diniz

Grupo B — 0,0 kg (→ sem classificação)
| Evento    | Tentativa | Tentativa | Tentativa | Resultado |
| Evento    | 1         | 2         | 3         | Resultado |
| --------- | --------- | --------- | --------- | --------- |
| Arranque  | 82,5      | 87,5      | 87,5      | 82,5      |
| Arremesso | 115,0     | 115,0     | 115,0     | 0,0       |
| Total     | Total     | Total     | Total     | 0,0       |
Peso médio (-75 kg):
- Jorge Soares

Grupo B — retirou-se
Peso meio-pesado (-90 kg):
- Francisco Coelho

Grupo B — 340,0 kg (→ 13º)
| Evento    | Tentativa | Tentativa | Tentativa | Resultado |
| Evento    | 1         | 2         | 3         | Resultado |
| --------- | --------- | --------- | --------- | --------- |
| Arranque  | 150,0     | 150,0     | 160,0     | 160,0     |
| Arremesso | 190,0     | 190,0     | 195,0     | 190,0     |
| Total     | Total     | Total     | Total     | 340,0     |

## Saltos ornamentais
Trampolim de 3 metros feminino
- Joana Figueiredo — preliminatória (374,07 pts → 22ª, não avançou)

## Tiro com arco
Competição masculina
- Rui Santos — 2324 pts (→ 51º)

| Distância | 90 m | 70 m | 50 m | 30 m | Total |
| --------- | ---- | ---- | ---- | ---- | ----- |
| Rodada 1  | 248  | 287  | 304  | 334  | 1173  |
| Rodada 2  | 240  | 290  | 291  | 330  | 1151  |
| Total     | 488  | 577  | 595  | 664  | 2324  |